# Хасинто Канек
Хасинто Канек (Кан-Эк, Кан Эк, Jacinto Canek) или Хасинто Ук де лос Сантос (Jacinto Uc de los Santos; ок. 1731 в Баррио-де-Сан-Роман, город Кампече, Новая Испания — 14 декабря 1761, Мерида, Новая Испания) — революционер-майя XVIII века, известный как предводитель Систельского восстания в провинции Сотута против испанского колониального владычества на полуострове Юкатан в Новой Испании (Мексике). Восставшие боролись за отмену крепостной и долговой зависимости. За месяц восстание было подавлено, Канек и многие его соратники — подвергнуты испанскими карателями пыткам и казнены.

## Обстоятельства
Испанское завоевание Юкатана закончилось в конце XVII века падением народа Ица — последней группы майя, способной противостоять конкистадорам. Однако майя продолжали вооружённое сопротивление против испанских властей в XVIII веке, а затем против мексиканских в XIX—XX веках.
Общинные земли майя были отобраны у коренного населения и переданы либо католической церкви, либо испанским дворянам в форме асьенд, ставя под угрозу само существование народов майя. Они были вынуждены заниматься подневольным трудом на завоевателей, тогда как все следы их культурного наследия, особенно храмы и письмена, систематически уничтожались испанцами. Ица была последним независимым государственным образованием майя, подчинившимся испанцам в Гватемале лишь после завоевания Тайясаля в 1697 году. Его правители, включая последнего, носили титул (или родовое имя) «канек» или «Кан-Эк» (Kan Ekʼ).
Хасинто Канек родился в XVIII веке, чуть более тридцати лет после того, как полуостров Юкатан перешел под полный политический контроль Испании в результате завоевания Тайясаля. Его личное имя было Хасинто Ук, но, по-видимому, он назвался Канеком, чтобы показать родство с прошлыми правителями Ицы. Он изучал латынь и историю во францисканском монастыре Convento Grande в Мериде, но был исключен за свой мятежный дух. Несколько лет работал пекарем. Историки полагают, что его воспитание, образование и последующее изгнание францисканцами способствовали ожесточению Канека по отношению к колониальному правлению и обслуживающей его Римско-католической церкви, а также его идентификации с традициями майя.

## Восстание
Кан-Эк прибыл в Систей (Систейль), деревню близ Сотуты и в 24 лигах от Мериды, 3 или 4 ноября 1761 года. 8 ноября он поссорился с приходским священником из Тикскакальтюба, который прибыл в Систейле, чтобы отслужить мессу. Последний пожаловался властям, что Канек ему угрожает убийством. На следующий день, когда священник служил мессу, Канек поднял ложную пожарную тревогу, видимо, чтобы опустошить церковь.
К 12 ноября Канек был признан лидером почти всем населением Систейля. Согласно последующему заявлению Луиса Кауиша, одного из местных коллаборационистов с испанскими властями, который не принял Канека, население якобы целовало руки и ноги Канека в знак послушания.
19 или 20 ноября 1761 года, после религиозной церемонии в церкви, Канек обратился к собравшимся на языке майя:
Мои возлюбленные дети, я не знаю, чего вы ждете, чтобы сбросить с себя тяжелое иго и тяжелое рабство, в которое вас поставило покорение испанцами. Я объездил всю провинцию, осмотрел все деревни и, внимательно принимая во внимание ту пользу, которую принесло нам испанское подчинение, не нашёл ничего, кроме мучительного и неумолимого рабства… Вымогание дани не умиротворяется нищетой, которая запирает наших товарищей, как в тюрьме, и жажда нашей крови не удовлетворяется непрерывными порками, которые терзают и разрывают наши тела на куски
.
19 ноября в Систей с намерением взыскать долги прибыл испанский купец Диего Пачеко, не подозревавший о кардинальном изменении ситуации. Когда Канек узнал о прибытии сборщика, он собрал вождей деревни, и они, вооружённые тремя винтовками и копьями, пошли в таверну, где остановился Пачеко. После короткой перепалки торговец был убит.
В тот же день последователи Канека объявили его своим королём. Его последователи пошли в церковь и снесли статуи Девы Гваделупской вместе с другими реликвиями, которые были переданы Кан-Эку (он был увенчан короной Богородицы, получил мантию и скипетр). Канек объявил сторонникам, что ему были дарованы магические силы и помощь пяти брухо (знахарей). Эта церемония достигла своей цели — наделить новоиспеченного правителя как королевским, так и сверхъестественным статусом среди своего народа, привлекая еще больше последователей. За короткое время под знамёна Кан-Эка собралось около 50 тысяч человек.

## Подавление
20 ноября 1761 года капитан Тибурсио Косгайя прибыл в Систей, намереваясь подавить восстание. Индейцы ждали его. В последовавшей стычке были убиты капитан Косгайя, пятеро его солдат и восемь индейцев. Канек заявил своим последователям, что окончательная победа майя уже предсказана в рукописях Чилам-Балам.
Губернатор Юкатана разослал депеши с приказами созвать ополчение и разоружить индейцев по всей провинции. Восстание приняло угрожающие размеры, и лишь отправка им значительной регулярной армии могла положить ему конец. 
Крупные силы под командованием Эстанислао дель Пуэрто и Кристобаля Кальдерона были отправлены на окружение центра восстания, чтобы не допустить прибытия к Канеку подкреплений и новых последователей. Тем временем повстанцы готовили оборону и пытались распространить восстание на близлежащие деревни.
Испанский отряд из 500 солдат встретил Канека и его когорту 26 ноября 1761 года на площади Систей, где 1500 майя выстроились в две укрепленные линии. В рукопашной схватке победу одержали лучше вооруженные испанцы. Деревня была сожжена, и, как сообщается, в огне погибло 500 коренных жителей, в том числе восемь священников или лидеров восстания.
Сам Канек с небольшой охраной скрылся в Хунтулчаке. Там он собрал отряд численностью около 300 человек, также бежавших из Систейля. Но затем Канек и около 125 его последователей были схвачены в Сибаке. Канек был приговорен к смертной казни, «пыткам, его тело сломано, а затем сожжено, а пепел развеян по ветру».

## Последствия
Приговор был приведён в исполнение на главной площади Мериды 14 декабря 1761 года, менее чем через месяц после начала восстания. Канек был растерзан раскалёнными щипцами, восемь его сообщников — повешены. В последующие дни 200 других участников были подвергнуты 200 ударам плетью, пыткам и нанесению увечий (отрезанию уха). Город Систейль в назидание индейцам был сожжён и засыпан солью.
Губернатор Юкатана Хосе Креспо-и-Онорато сводил причины восстания к тому, что испанцы разрешили индейцам майя этого региона владеть огнестрельным оружием для охоты. Это было необходимым, поскольку земли майя были бедны в сельскохозяйственном отношении, не говоря уже о том, что огромные их территории были конфискованы испанцами, в результате чего майя оказались на грани голодной смерти. Кроме того, вооружение населения Юкатана не считалось таким же рискованным, как разрешение на огнестрельное оружие индейцам в других частях Новой Испании, из-за миролюбия майя. Губернатор также считал, что восстанию способствовали неудавшееся обращение майя в католицизм и «снисходительное отношение» к культуре и праздникам майя. Кроме того, он полагал, что восстание против «Бога и царя» не было спонтанным, а готовилось более года.
В 1847 году, когда снова вспыхнуло восстание (Юкатанская война рас), имя Хасинто Канека стало объединяющим кличем. На этот раз майя были хорошо организованы и полны решимости изгнать испанцев и метисов. В течение двух лет они продвигались к Мериде, захватывая город за городом и, наконец, осадив саму столицу. Это последнее восстание продолжалось до начала XX века.